# Тамара Бикова
Тамара Бикова (рус. Тамара Владимировна Быкова; Ростов на Дону, 21. децембар 1958) је совјетска атлетичарка која се такмичила у скоку увис.
Тамара Бикова је у својој дугогодишњој каријери учествовала на свим великим светским такмичењима. 
Три пута је прескочила висину светског рекорда: 
1983. - 2,03 Лондон 21. август заједно са Урлике Мајнфарт
1984. - 2,04 Пиза 25. август
1985. - 2,05 Кијев 22. јун